# Cerverí de Gerona

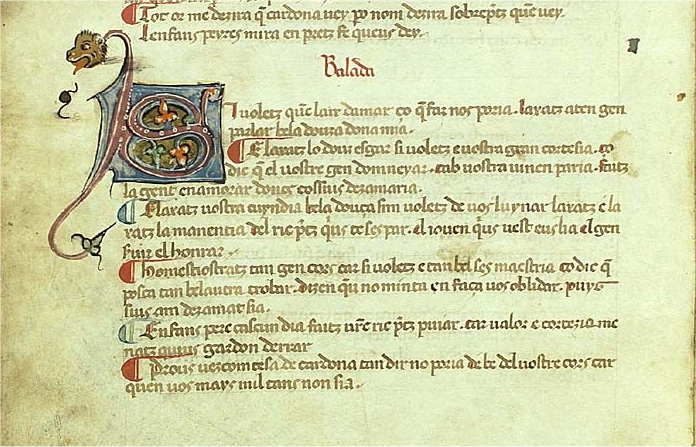
"Si voletz que.m laix d'amar", Biblioteca de Cataluña, Cançoner Gil, ms. 146, f. 34v

Cerverí de Gerona o Guillermo de Cervera (en catalán Guillem de Cervera) (1259-1285) fue un trovador vinculado en la casa real aragonesa (Jaime I de Aragón y Pedro III de Aragón). Aunque en la actualidad se cree que se trata del mismo trovador, todavía hay estudiosos, concretamente Joan Coromines, que piensa, que Guillermo de Cervera y Cerverí de Gerona son dos personajes diferentes y que el primero es unos 31 años anterior al segundo. Nos limitamos aquí a constatar esta divergencia de opiniones y optamos por no entrar en polémica y presentarlos como el mismo trovador.
Se conservan un total de 120 composiciones, la obra más extensa que se conserva de un trovador, de las que 114 son líricas, 5 narrativas y un largo poema moral. Cultivó tanto el trovar leve como el rico.
Podemos agrupar su obra de la siguiente manera:
- Obras populares. Escribe diversas composiciones que tienen su origen en canciones populares como la viadeyra (canción que cantaba los caminantes para aligerar las fatigas del viaje; es similar a las cántigas de amigo galaicoportuguesas).
- Obras amorosas. Desde una pastorela a canciones que se pueden dividir en diferentes ciclos según la dama o la temática (pérdida del cordón...).
- Obras morales. Sobre la conducta de los caballeros, los contrastes entre la vida de diferentes estamentos sociales... Muy a menudo se crítican las costumbres de determinados caballeros, lo que hace que podamos considerar las composiciones morales como políticas.
- Obras religiosas. Una alba religiosa, composiciones de alabanza a la Virgen, etc.
- Obras narrativas. Cinco obras de temática diversa: Oración de todo día, Maldit bien-dedo, Testamento, La fábula del roncal, Sermón.
- Los proverbios, que consta de 1197 cuartetos de verdaderos hexasílabos (esta larga composición, que también se suele nombrar Versos proverbiales, corresponde a Guillermo de Cervera). Es un poema dedicado a sus hijos para inculcarles buenos consejos, a menudo a partir de ejemplos de la realidad cotidiana o histórica. En el duodécimo cuarteto, después de algunas estrofas introductorias, concreta la finalidad de la obra:

"Fills, per vosaltres dic / aquestes paraules planament, / perquè voldria que fóssiu rics / de saber i de seny"

"Hijos, por vosotros digo / estas palabras llanamente, / porque querría que fueseis ricos / de saber y de tino".
Además de la magnitud de la obra, es interesante la preocupación por el estilo y por la investigación poética, en cuanto la originalidad formal, por ejemplo.
A continuación una viadeyra, que es una composición que se cantaba en los viajes para aligerar la monotonía y la dureza del camino. Se trata de una poesía de procedencia popular se puede ver fácilmente por la métrica y por el contenido. Ésta es la única viadeyra que se conserva.
| VIADEYRA No'l prenatz lo fals marit, Jana delgada! I No'l prenatz lo fals jurat, que pes es mal ensenyat, Jana delgada! II No'l prenatz lo fals marit, que pes es ez adormit, Jana delgada! III Que pec es mal ensenyat, no sia per vos amat, Jana delgada! IV Que pec es ez adormit, no jaga amb vos el llit, Jana delgada! V No sia per vos amat, mes val cel c'avetz privat, Jana delgada! VI No jaga ab vos el lit; mes vos y valra l'amich, Jana delgada! | VIADEYRA No tomeis el falso marido, ¡Joana delicada! I No lo toméis el falso jurado, que es burro mal educado, ¡Joana delicada! II No lo tomeis el mal marido, que es burro que es aburrido ¡Joana delicada! III Que es burro mal educado, no sea por vos amado, ¡Joana delicada! IV Que es burro, esta atontado, no yazga con vos en la cama, ¡Joana delicada! V No sea por vos amado, más vale aquel que teneis a escondidas, ¡Joana delicada! VI No yazga con vos en la cama, más os valdrá el amigo, ¡Joana delicada! |

En la siguiente pieza, ante algún cortesano que ha osado comparar a los juglares con los verdugos, Cerverí destaca los méritos de los primeros y los deméritos de los segundos, aunque ante una posible confusión entre juglares y trovadores deje muy claro que él es un trovador y que su oficio es el mismo que el del rey, y que si eso le reconocen ya lo pueden nombrar juglar, si piensan que trovar y juglaría es "enlazar palabras". Se puede observar que, como en otras ocasiones, a la vuelta el torvador elogia a la vizcondesa de Cardona y su estimada "Sobrepretz".
| Lo vers del saig e del joglar I Si cel que ditz entre saig e jutglar no sab ne ve ne coneix partimen, dic que be sap que qui no ver, men, que gran vertutz volc Deus per juglars far; e juglar van / siguen los bos tot dia, e saig cercan / los avols tota via. II Sans Genis ac offici de juglar ez amet Deus e servic leyalmen, e Deus det li lo compayno viven q'en paradis devi'ab luy estar; e juglar, can / c'obs li fos, li daria, e saigs ab gran / gaug lo pe li tolria. III La candela d'Arraz fo de juglar, per qui Deus fay miracles a presen; e juglars vol que tuit sion valen, e saig a gaug de tolr'e de raubar; juglars, celan, / a mort lo deffendria, e saigs, lian / pel col, lo penjaria. IV Tebes sabem qu'estorcet per jutglar can volc aucir Alexandris la gen; mantas patz fan juglar bels ditz dizen, per que no fan ab saig a comparar; juglars denan / totz l'escuzaria, e saigs, doblan / lo mal, l'acuzaria. V Daurels ac nom eixamen de jutglar qui pel senyor det son fyll a turmen. D'aytals jutglars comrera mays de cen, si non duptes del vers trop alonjar; car juglar dan / alegre cortezia, e saig tot l'an / tristor, ir'e feunia. VI Eu no razo per mi meteus juglar, ne suy juglars ne.n fau captenimen, carço qu'eu fatz fan l'aut rey entenden; mas mans noms aug a mans amans carjar: c'om vay nomnan / tal clerc on es falsia ez ab aytan / d'enjan con de clercia. VII Sobreptz blan, / e leys de Cartz volria ab d'onor tan / con eu deziraria. VIII Si motz laçan / trobars es juglaria, eu e.l rei chan: / n'em juglar d'una guia. | El verso del verdugo y del juglar I A aquel que dice que entre verdugo y juglar no sabe ni ve ni conoce diferencia digo que bien sabe que no dice verdad, miente, porque grandes milagros ha querido hacer Dios a través de los juglares; y los juglares van / siguiendo los buenos todo el día, y los verdugos buscando / los malos siempre. II San Genís tuvo oficio de juglar y amó a Dios y le sirvió lealmente, y Dios le dio viviendo compañero que en el paraíso debía estar con él; y el juglar cualquiera cosa / que le fuese necesaria le daría y el verdugo con grande / gozo el pie le cortaría. III La candela de Arràs fue de un juglar, por la que Dios hace milagros actualmente; y el juglar quiere que todos sean honorables, y el verdugo tiene gozo de tomar y de robar; el juglar, esondiéndolo / de la muerte le defendería, y el verdugo, atándolo / por el cuello le colgaría. IV Sabemos que Tebas se salvó por un juglar cuando Alexandre quiso matar a la gente: muchas paces hacen los juglares diciendo bellas palabras, por lo tanto no deben ser comparados con los verdugo; el juglar ante / todos le excusaría, y el verdugo, doblando / el mal, le acusaría. V Igualmente tuvo fama de juglar Daurel quien por su señor entregó a su hijo al tormento. De tales juglares contaría más de cien, si no temiese alargar demasiado el verso, porque los juglares dan / alegre cortesía, y los verdugos todo el año / tristeza, ira e indignación. VI Yo no defiendo por mí mismo a los juglares, ni soy juglar ni tengo sus costumbres, porque eso que yo hago, hacen los altos; reyes entendidos; pero muchos nombres siento a muchos enamorados atribuir: porque se va nombrando / a tal, clérigo, donde hay la falsedad, y hay tanto / de engaño como de clerecía. VII Sobrepretz sirvo / y para aquella de los Cardos querría tanto honor / como yo desearía. VIII Si enlazando palabras / trovar es juglaría, yo y el rey cantamos: / somos juglares del mismo tipo. |

Como en el caso de la "viadeyra", de la que solo se conserva la de Cerverí de Gerona, a continuación una composición que se denomina "espingadura" y que también es única y, además, tiene igualmente las características propias de la poesía popular. Lo primero que se observa es que se trata de una composición que tiene un título concreto, cosa que no era habitual entre los trovadores ni en la poesía medieval en general. Normalmente se designaba el poema con el primer verso. También se puede observar que en el título y a lo largo del poema aparece el verbo espingar que quizás resultará extraño y que no se ha traducido; tiene el sentido de "lanzar un sonido muy agudo". En cuanto al contenidos, de una manera alegre, desenfadada y reiterativa -muy propia de la poesía popular- se habla de la preferencia de las damas por el amante en detrimento del marido, que estará bajo la lluvia o encerrado en el armario. Al final, en las segunda trova, el trovador concreta aquellos de quien depende amorosa y políticamente: la dama a la que dedicó algunas canciones y que se esconde bajo el "senhal" de "Sobrepretz" (exceso de mérito), el vizconde de Cardona, y el infante Pedro, hijo de Jaime I de Aragón.
| Espingadura d'en Cerverí A la plug'e al ven iran cels que muyllers an, cels que muyllers an. I Li amic iran espingan, a la plug'e al ven iran, e cil que no espingaran a la plug'e al ven iran, las domnas seran a lor dan, e.ls escarniran e.ls escarniran. A la plug'e al ven iran cels que muyllers an, cels que muyllers an. II L'enfans vey ab joy ez ab xan, a la plug'e al ven iran, al jardi el prat verdeyan, a la plug'e al ven iran, e las flors e.ls auzels chantan, e.ls auzels chantan e.ls auzels chantan. A la plug'e al ven iran cels que muyllers an, cels que muyllers an. III De mon joy me play ço que.y fan, c'un armari an on los maritz van. IV Sobrepretz e Cardona blan e.N Peyre l'enfan, e.N Peyrel'enfan. | Espingadura de Cerverí A la lluvia y al viento irán los que mujer tienen, los que mujer tienen. I Los enamorados irán espingando, a la lluvia y al viento irán, y aquellos que no espingaran a la lluvia y al viento irán, las damas encontrarán enojadas, y los burlarán y los burlarán. A la lluvia y al viento irán aquellos que mujeres tienen, aquellos que mujeres tienen. II Los chicos veo con alegría y cantando, a la lluvia y al viento irán, al jardín y al prado verdeante, a la lluvia y al viento irán, y las flores y los pájaros cantando, y los pájaros cantando y los pájaros cantando. A la lluvia y al viento irán aquellos que mujeres tienen, aquellos que mujeres tienen. III Para mi satisfacción me agrada lo que hacen, porque un armario tienen donde los maridos van. IV Sobrepretz y Cardona sirvo y a Pedro el infante, y a Pedro el infante. |

En los largas horas en el palacio, Cerverí de Gerona buscaba entretener a los cortesanos con composiciones que se apartan bastante de lo que hemos leído hasta ahora e iban más allá de la ortodoxia trovadoresca cuando, como en el primer texto, haciendo gala de su ingenio, presentaba al infante una estrofa escrita en diversas lenguas y lo desafiaba a escribir una semejante que obtendría como premio un "gavilán de septiembre".
En otra ocasión escondía un deseo y una convicción bajo un juego de palabras que el público debía descubrir.
| I Nunca querria eu achar ric home con mal coraçon, mas volria senyor trobar que'm dones ses deman son do E voldroye touz les jors de ma vie dames trover o pris de tota jan; e si hemna trobava ab enfan pel mim cap, io, micer, la pyllaria. Un esparver daria a l'Enfan de setembre, s'aytal cobla'm fazia. | I Nunca querría yo encontrar rico hombre con mal corazón, sino que querría señor encontrar que me diese sin pedir su don. Y querría todos los días de mi vida damas encontrar lejos de toda gente; y si mujer encontraba con engaño por mi cabeza, yo, señor, la tomaría. Un gavilán daría al Infante de septiembre, si estrofa semejante me hiciese. |

Nota: La información para la realización del artículo original en catalán ha sido extraída de Els trobadors catalans con su autorización.